# Milwaukee Bucks 1978-1979
La stagione 1978-79 dei Milwaukee Bucks fu l'11ª nella NBA per la franchigia.
I Milwaukee Bucks arrivarono terzi nella Midwest Division della Western Conference con un record di 38-44, non qualificandosi per i play-off.

## Roster
| N° | Naz.                   | Ruolo | Sportivo          | Anno | Alt. | Peso |
| -- | ---------------------- | ----- | ----------------- | ---- | ---- | ---- |
| 2  | Stati Uniti (bandiera) | GA    | Junior Bridgeman  | 1953 | 196  | 95   |
| 4  | Stati Uniti (bandiera) | G     | Norm Van Lier     | 1947 | 185  | 78   |
| 5  | Stati Uniti (bandiera) | G     | Sam Smith         | 1955 | 193  | 91   |
| 8  | Stati Uniti (bandiera) | GA    | Marques Johnson   | 1956 | 201  | 99   |
| 11 | Stati Uniti (bandiera) | G     | Lloyd Walton      | 1953 | 183  | 73   |
| 12 | Stati Uniti (bandiera) | G     | Del Beshore       | 1956 | 180  | 75   |
| 18 | Stati Uniti (bandiera) | AC    | Kevin Restani     | 1951 | 206  | 102  |
| 20 | Stati Uniti (bandiera) | GA    | Ernie Grunfeld    | 1955 | 198  | 95   |
| 21 | Stati Uniti (bandiera) | G     | Quinn Buckner     | 1954 | 191  | 86   |
| 24 | Stati Uniti (bandiera) | AC    | George L. Johnson | 1956 | 201  | 95   |
| 30 | Stati Uniti (bandiera) | A     | Otis Howard       | 1956 | 201  | 100  |
| 32 | Stati Uniti (bandiera) | GA    | Brian Winters     | 1952 | 193  | 84   |
| 40 | Stati Uniti (bandiera) | AC    | John Gianelli     | 1950 | 208  | 100  |
| 54 | Stati Uniti (bandiera) | C     | Kent Benson       | 1954 | 208  | 107  |

## Staff tecnico
- Allenatore: Don Nelson
- Vice-allenatore: John Killilea